# Monte Cristi (República Dominicana)
Montecristi es un municipio de la República Dominicana, que está situado en la provincia de Montecristi.

## Límites
Municipios limítrofes:
|                         | Norte: Océano Atlántico        |                                                           |
| Oeste: Océano Atlántico |                                | Este: Puerto Plata, Castañuelas y Las Matas de Santa Cruz |
|                         | Sur: Pepillo Salcedo y Dajabón |                                                           |

## Distritos municipales
Está formado por el distrito municipal de:
| Nombre      | Código   |
| ----------- | -------- |
| Montecristi | 04150101 |

## Historia
Fue fundado por Nicolás de Ovando en 1506 y repoblada por Juan de Bolaños y 60 familias de las Islas Canarias el 30 de mayo de 1533. Posteriormente fue despoblado durante las devastaciones de Osorio en 1606, con cuya población y la de Puerto Plata se funda Monte Plata. Luego fue repoblado el 25 de abril de 1879, como Distrito Marino, y luego, en noviembre de 1907 como Provincia. Lleva el nombre de la capital provincial. 

## Clima
El clima de la provincia es semiárido con una temperatura promedio de 26.5 °C y un promedio de precipitación anual de 700 mm. La evaporación media es 1800 mm. Eso determina el gran déficit hídrico en la zona. Influyen principalmente los vientos alisios que soplan desde el noreste. La precipitación es más alta en la parte oriental del parque donde los vientos chocan con la Cordillera Septentrional y descargan sus aguas. Lo mismo aplica a la zona de Manzanillo. Los mismos vientos chocan con la Cordillera Central y su prolongación Massif du Nord en Haití. El efecto se siente sobre todo en el pie de monte cerca de Loma de Cabrera y Dajabón, pero también, a menor grado, en Manzanillo.
Los huracanes y tormentas tropicales inciden poco en el área de Montecristi, sin embargo, sus lluvias pueden causar crecientes y desbordamientos en el Río Yaque del Norte afectando también su desembocadura. Los sedimentos que trae el río afectan además los arrecifes de la zona. Durante el invierno llegan algunos frentes fríos desde Norteamérica, con  bajas temperaturas y fuertes vientos de componente norte. Además es común el fenómeno del mar de fondo: corrientes frías que vienen bajando desde el Ártico por el fondo marino y emergen cuando chocan con la plataforma insular.
| Parámetros climáticos promedio de Montecristi | Parámetros climáticos promedio de Montecristi | Parámetros climáticos promedio de Montecristi | Parámetros climáticos promedio de Montecristi | Parámetros climáticos promedio de Montecristi | Parámetros climáticos promedio de Montecristi | Parámetros climáticos promedio de Montecristi | Parámetros climáticos promedio de Montecristi | Parámetros climáticos promedio de Montecristi | Parámetros climáticos promedio de Montecristi | Parámetros climáticos promedio de Montecristi | Parámetros climáticos promedio de Montecristi | Parámetros climáticos promedio de Montecristi | Parámetros climáticos promedio de Montecristi |
| Mes                                           | Ene.                                          | Feb.                                          | Mar.                                          | Abr.                                          | May.                                          | Jun.                                          | Jul.                                          | Ago.                                          | Sep.                                          | Oct.                                          | Nov.                                          | Dic.                                          | Anual                                         |
| --------------------------------------------- | --------------------------------------------- | --------------------------------------------- | --------------------------------------------- | --------------------------------------------- | --------------------------------------------- | --------------------------------------------- | --------------------------------------------- | --------------------------------------------- | --------------------------------------------- | --------------------------------------------- | --------------------------------------------- | --------------------------------------------- | --------------------------------------------- |
| Temp. máx. abs. (°C)                          | 34.2                                          | 35.5                                          | 36.0                                          | 38.0                                          | 36.0                                          | 38.0                                          | 39.0                                          | 38.5                                          | 39.0                                          | 37.0                                          | 37.0                                          | 35.0                                          | 39.0                                          |
| Temp. máx. media (°C)                         | 28.9                                          | 29.4                                          | 30.2                                          | 30.5                                          | 31.8                                          | 33.3                                          | 33.6                                          | 33.8                                          | 33.7                                          | 32.7                                          | 30.7                                          | 29.2                                          | 31.5                                          |
| Temp. media (°C)                              | 24.1                                          | 24.5                                          | 25.1                                          | 25.8                                          | 27.0                                          | 28.2                                          | 28.4                                          | 28.5                                          | 28.3                                          | 27.5                                          | 25.9                                          | 24.5                                          | 26.5                                          |
| Temp. mín. media (°C)                         | 19.2                                          | 19.6                                          | 20.1                                          | 21.1                                          | 22.2                                          | 23.0                                          | 23.2                                          | 23.3                                          | 22.9                                          | 22.4                                          | 21.3                                          | 19.8                                          | 21.5                                          |
| Temp. mín. abs. (°C)                          | 14.0                                          | 15.0                                          | 14.7                                          | 16.0                                          | 17.0                                          | 19.0                                          | 20.0                                          | 19.8                                          | 18.0                                          | 18.0                                          | 16.2                                          | 14.0                                          | 14.0                                          |
| Lluvias (mm)                                  | 73.8                                          | 47.3                                          | 47.7                                          | 59.0                                          | 59.8                                          | 40.1                                          | 21.5                                          | 28.1                                          | 34.8                                          | 67.7                                          | 108.2                                         | 84.1                                          | 672.1                                         |
| Días de lluvias (≥ 1.0 mm)                    | 5.0                                           | 3.7                                           | 3.2                                           | 4.4                                           | 5.4                                           | 3.2                                           | 2.1                                           | 2.8                                           | 3.7                                           | 5.7                                           | 6.6                                           | 6.5                                           | 52.3                                          |
| Humedad relativa (%)                          | 79.3                                          | 78.0                                          | 76.7                                          | 77.4                                          | 78.7                                          | 75.9                                          | 73.1                                          | 73.6                                          | 74.8                                          | 76.7                                          | 77.3                                          | 79.2                                          | 76.7                                          |
| Fuente: NOAA                                  |                                               |                                               |                                               |                                               |                                               |                                               |                                               |                                               |                                               |                                               |                                               |                                               |                                               |

## Transportes

### Aeropuerto
El Aeropuerto Osvaldo Virgil es un aeródromo no controlado en el cual prestan servicio militares, no controladores de tránsito aéreo. Estuvo mucho tiempo fuera de servicio y fue puesto en operación en 2007 luego de ser remodelado por el DA (Departamento Aeropuertuario). Fue nombrado Osvaldo Virgil, primer jugador de béisbol dominicano en las Grandes Ligas, nacido en Montecristi. Su pista e instalaciones fueron construidas bajo la dirección del ingeniero montecristeño Manuel Isidor. Cabe destacar que el anemómetro (indicador de dirección e intensidad del viento) no se encuentra en la torre, sino en la oficina del DA.

## Festividades
Dentro de las tradiciones de la provincia, se destacan las fiestas patronales de San Fernando, que se celebran cada 30 de mayo con actos religiosos, así como con encuentros deportivos, bailes, corridas en sacos, torneo de pesca, etc.
También la celebración del día de San Juan Bautista, los días 24 de junio y el Carnaval de los Toros, eventos que son muy concurridos.
Cabe destacar que uno de sus principales patrimonios culturales es la primera pirámide de división territorial entre República Dominicana y Haití.

### Carnaval

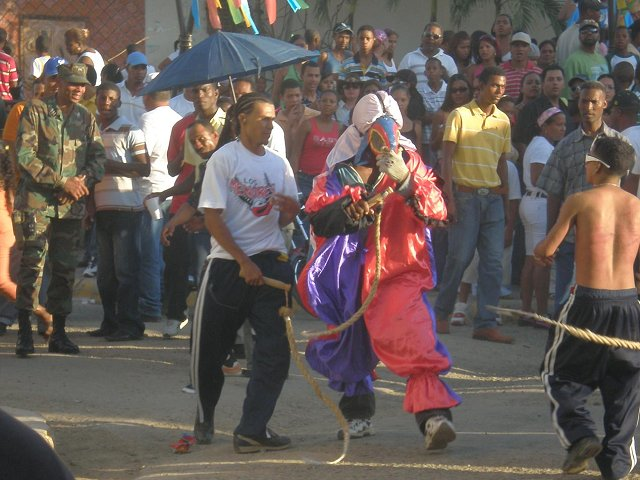
Carnaval de Montecristi.

Montecristi tiene una hermosa tradición de carnaval popular, muy singular y extraordinariamente simbólico, expresado privilegiadamente en Los Toros como personaje central, que se dramatiza con sus enfrentamientos con Los Civiles. Estos consisten en un verdadero duelo con foetes (látigos de cabuya con su rabiza entretejida), con los que se procura azotar o golpear al oponente, atemorizarlo y en última instancia, romperle la careta al toro o derribarlo. 
Como "los civiles" tienen sus rostros desprotegidos, entre ambos bandos establecieron una regla que prohíbe a los toros lanzar foetazos a las caras de los civiles, o sea por encima de los hombros; en caso de violación, el toro que lo haga recibe la rechifla del público y se le llama la atención para que pida disculpas a su oponente y a comprometerse a no repetir esa mala acción.
Los Toros tienen el rostro cubierto con una máscara de lechón (cerdo), llamada careta (moldeada con varias capas de papel encolado) y usan vistosos trajes de colores, revestidos en su interior con material para protegerlos de los azotes de sus contrarios. Los Civiles en cambio, deben usar pantalones cortos y ropa normal. El civil que desafía a un toro, en un duelo individual y despojado de su camisa o camiseta, demuestra gran valentía y es aclamado por los entusiastas espectadores, quienes entre gritos lo levantan en hombros, escogiéndolo como el líder de los civiles por su coraje. Generalmente los brazos y espaldas de los civiles se llenan de ramalazos y cicatrices, que curan en unas cuantas semanas.
El ganador del encuentro es quien soporta con mayor éxito los embates del contrario o quien consigue derribar a su oponente.

## Gastronomía
Una gran variedad de comidas se encuentran en Montecristi, por la influencia de inmigrantes que se han radicado en el pueblo, desde hace más de 125 años, le dan una diversidad a la oferta local, nacional y extranjera en los restaurantes; estas comidas son tales como: La bandera (arroz, habichuela y carne), sancocho, asopado de mariscos, y muchos otros productos del mar y de agua dulce: Camarones, langostas, lambí, centollas, pulpos, meros, chillo, lisas, tilapias, cangrejo y otros.  
Pero no solo tenemos exquisitas comidas, también están nuestras bebidas tales como: batida de lechosa, jugo de avena con limón, ponche, te de jengibre, "mabí de las inglesitas", entre otras.